# Krzywiń (gemeente)
De gemeente Krzywiń is een stad- en landgemeente in het Poolse woiwodschap Groot-Polen, in powiat Kościański.
De zetel van de gemeente is in Krzywiń.
Op 30 juni 2004 telde de gemeente 9913 inwoners.

## Oppervlakte gegevens
In 2002 bedroeg de totale oppervlakte van gemeente Krzywiń 179,16 km², waarvan:
- agrarisch gebied: 74%
- bossen: 16%

De gemeente beslaat 24,8% van de totale oppervlakte van de powiat.

## Demografie
Stand op 30 juni 2004:
| Omschrijving                   | Totaal | Totaal | Vrouwen | Vrouwen | Mannen | Mannen |
| ------------------------------ | ------ | ------ | ------- | ------- | ------ | ------ |
| eenheid                        | aantal | %      | aantal  | %       | aantal | %      |
| inwoners                       | 9913   | 100    | 5005    | 50,5    | 4908   | 49,5   |
| bevolkingsdichtheid (inw./km²) | 55,3   | 55,3   | 27,9    | 27,9    | 27,4   | 27,4   |

In 2002 bedroeg het gemiddelde inkomen per inwoner 1417,01 zł.

## Administratieve plaatsen (sołectwo)
Bielewo, Bieżyń, Cichowo, Czerwona Wieś, Gierłachowo, Jerka, Jurkowo, Kopaszewo, Lubiń, Łagowo, Łuszkowo, Mościszki, Nowy Dwór, Rąbiń, Rogaczewo Małe, Rogaczewo Wielkie, Świniec, Teklimyśl, Wieszkowo, Zbęchy, Zbęchy-Pole, Zgliniec, Żelazno.

## Overige plaatsen
Boża Wola, Jurkowo-Huby, Kuszkowo, Polesie, Rąbinek, Stary Dębiec, Szurkowo, Wymysłowo.

## Aangrenzende gemeenten
Czempiń, Dolsk, Gostyń, Kościan, Krzemieniewo, Osieczna, Śmigiel, Śrem